# Федеріко Поджо
Федеріко Поджо (італ. Federico Poggio, 24 квітня 1998) — італійський плавець.
Учасник Олімпійських Ігор 2020 року, де в першому півфіналі на дистанції 100 метрів брасом посів 8-ме місце і не потрапив до фіналу.